# Iosif din Damasc
Viața Sfântului Mucenic Iosif Damaschin (1793-1860)
1. Perioada de început a vieții Sfântului Iosif
Tatăl Sfântului Iosif, pe nume Jirjis Mousa al-Haddad, a plecat de la Beirut la sfârșitul secolului al XVIII-lea și a venit să locuiască în Damasc, unde a lucrat la un atelier de țesătorie, căsătorindu-se și având trei copii.
Sfântul Iosif s-a născut în Damasc în luna mai a anului 1793 într-o familie săracă și credincioasă. A învățat limba arabă foarte bine, iar mai târziu și limba greacă. A fost nevoit să renunțe la școală după câțiva ani, deoarece familia sa nu putea să îl mai susțină din punct de vedere financiar.
Din acest motiv a fost nevoit să muncească asemenea tatălui său la un atelier de țesătorie, dar râvna pentru studiu nu l-a părăsit. Astfel, s-a hotărât să lucreze în timpul zilei, iar noaptea să o dedice studiului, fiind autodidact.
Lipsurile l-au determinat să devină un om răbdător și perseverent, obișnuindu-se să se descurce singur, fără să mai aștepte ajutorul altora.
Râvna pentru învățătură i-a fost insuflată și de fratele mai mare care a fost un om învățat și, totodată, un model pentru el. Când a împlinit vârsta de 14 ani a început să citească cărțile pe care fratele său le avea în bibliotecă, dar nu înțelegea conținutul lor, nutrind un sentiment de nemulțumire. Acest lucru nu l-a determinat să renunțe, ci l-a făcut să persevereze, spunându-și mereu în minte: „Oare cel care a scris cartea nu a fost și el om ca și mine? De ce nu pot să înțeleg? Trebuie să înțeleg!”.
Mai târziu, la Damasc, a avut prilejul de a învăța limba arabă, filosofia și logica de la un om înțelept pe nume Muhamed Al-Attar, dar după puțin timp a fost nevoit să renunțe din cauza problemelor financiare.
Este foarte important să menționăm faptul că pe cât era de dornic de învățătură, pe atât era și de evlavios și dornic să-l cunoască pe Dumnezeu. De asemenea, trebuie avut în vedere și faptul că una dintre cele mai importante cărți ale sale de studiu a fost Sfânta Scriptură.
De aceea, Sfântul Iosif a început în fiecare noapte să studieze cu hărnicie Vechiul și Noul Testament, comparând traducerea din limba arabă cu textul original grecesc până într-atât încât s-a deprins să traducă foarte bine din limba greacă în limba arabă și invers.
A căutat mereu prilejuri pentru a studia, având o râvnă puternică. El s-a preocupat de studiul învățăturii de credință și al istoriei, avându-l ca profesor pe Gheorghe Șhada Al-Sabbagh. După aceea, a început el însuși să primească elevi acasă, iar de la unul dintre aceștia, care era evreu, a învățat limba ebraică.
Râvna excesivă pentru studiu a Sfântului Iosif i-a făcut pe părinții săi să încerce să-l oprească din învățare și predare, pentru a nu se întâmpla și cu el ceea ce s-a petrecut cu fratele său Moise care a murit din cauza ostenelii prea mari, dar nu au reușit. De aceea, au ajuns la concluzia că cel mai bine ar fi ca el să se însoare, acesta luând în căsătorie o fată din Damasc pe nume Mariam. Nunta a avut loc în anul 1812, pe când el avea vârsta de 19 ani. 
Sfântul Iosif a devenit foarte cunoscut în orașul Damasc, iar credincioșii au dorit ca el să le fie păstor sufletesc, motiv pentru care au cerut Patriarhului Serafim (1813-1823) să îl hirotonească preot. Patriarhul, observând calitățile deosebite ale acestuia, l-a hirotonit repede în decursul unei săptămâni, făcându-l diacon și preot. Iosif avea atunci vârsta de 24 de ani (1817). Patriarhul Metodie, luând aminte îndelung la râvna, curajul, evlavia și știința sa de carte, i-a oferit rangul de mare iconom al Catedralei al-Mariamiyeh din Damasc. 
Părintele Iosif a predicat mulți ani în catedrala al-Mariamiyeh din Damasc într-un mod cu totul deosebit, fapt care a atras pe mulți oameni la credință, fiind supranumit de către cei care îl ascultau noul „Gură de Aur”. Chiar și după ce au trecut  mulți ani de la moartea Sfântului Iosif, numeroși ucenici mai repetau predicile pe care le auziseră de la învățătorul lor. 
Habib Afandi Al-zaiat, care era greco-catolic, a spus despre Părintele Iosif că era  cel mai învățat și cel mai bun predicator dintre arabii ortodocși din vremea sa.
În cuprinsul predicilor sale, Părintele Iosif se îngrijea în mod deosebit ca să aducă mângâiere celor aflați în sărăcie, în suferințe și în boli. În anul 1848 a izbucnit o epidemie de holeră în Damasc care a dus la moartea multor oameni. Sfântul Iosif s-a ostenit cu îngrijirea celor bolnavi fără să se teamă că se poate îmbolnăvi și el, punându-și toată nădejdea în Dumnezeu și s-a străduit să îndeplinească rânduielile creștinești pentru cei adormiți și pentru cei aflați în suferință. Însuși unul dintre copii săi, pe nume Mhanna, a murit din pricina holerei, însă acest necaz nu i-a știrbit râvna pentru ajutorarea celorlalți.
Locuitorii Damascului l-au prețuit și mai mult pe Sfântul Iosif după ce i-au văzut râvna, mila și tăria de care a dat dovadă în timpul epidemiei. Ei au văzut împlinite în Sfântul Iosif cuvintele Sfântului Apostol Pavel din Epistola a 2-a către Corinteni (4, 8-10): „În toate pătimind necaz, dar nefiind striviți; lipsiți fiind, dar nu deznădăjduiți; Prigoniți fiind, dar nu părăsiți; doborâți, dar nu nimiciți; Purtând totdeauna în trup omorârea lui Iisus, pentru ca și viața lui Iisus să se arate în trupul nostru”.
Sfântul Iosif s-a străduit să înlăture obiceiurile care nu-și aveau izvorul în tradiția creștină. Cuvintele sale nu au rămas fără ecou, el reușind să înlăture obiceiurile păgâne care priveau logodna, cununia și înmormântarea.
El s-a preocupat, de asemenea, atât de zidirea sufletească a credincioșilor săi, cât și de zidirea de biserici. În anul 1845, Sfântul Iosif Damaschin s-a îngrijit de restaurarea și reconsolidarea bisericii Sfântului Nicolae, situată în apropierea Catedralei al-Mariamiyeh, reușind să ducă la bun sfârșit aceste lucrări. Din păcate biserica a ars în anul 1860.
2. Școala Patriarhală:
Nu se cunoaște ctitorul școlii patriarhale din Damasc și nici anul exact în care aceasta a fost înființată, dar se știe faptul că în secolul al XIX-lea a existat o legătură între această școală și Sfântul Iosif, motiv pentru care, mai târziu, aceasta îi va purta numele.
Mai mult decât atât, Sfântul Iosif a predat și la Seminarul Teologic din Balamand între anii 1833 și 1840.
Este cunoscut faptul că Sfântul Iosif a început să predea la școala patriarhală în anul 1836, înscriindu-i ca elevi ai acesteia și pe ucenicii cu care făcea lecții în particular. Școala, sub conducerea lui, a început imediat să se dezvolte tot mai mult, întrucât s-a îngrijit ca să fie aduși profesori buni pe care îi plătea suficient. Calitatea învățământului de aici a atras tot mai mulți elevi din toate orașele din Siria și Liban, care doreau să dobândească o bună instruire.
Sfântul Iosif s-a preocupat în mod deosebit de două lucruri: primul a fost acela ca elevii săi să beneficieze de o pregătire intelectuală deosebită, iar cel de-al doilea ca ei să primească și o înaltă formare duhovnicească, pentru a putea alege dintre aceștia viitorii preoți. Toate costurile pe care le implica existența acestei școli erau suportate de către credincioși și de către Patriarhia Antiohiei.
În anul 1852, în timpul Patriarhului Ierotei (1850-1885), Sfântul Iosif a introdus și studiile teologice în această școală, dorind să o ridice la un nivel academic asemănător celorlalte instituții teologice din lumea ortodoxă. În acel an s-au înscris 12 elevi și toți au devenit mai târziu ierarhi în Biserica Antiohiei. Însă martiriul Sfântului Iosif din anul 1860 a pus capăt acestui vis. 
Sfântul Iosif a insuflat în ucenicii lui un duh al păcii și o putere unică. 
3. Virtuțile sale:
Preotul și profesorul Iosif era mai întâi de toate un om sărac. Traiul de zi cu zi îi era asigurat de către ucenicii săi. Sfântul Iosif era asemenea sfinților fără de arginți.
În timp ce școala Sfântului Iosif a devenit tot mai cunoscută, Patriarhul Ierusalimului Chiril al II-lea (1845-1872) l-a rugat pe acesta să meargă la Ierusalim ca să predea limba arabă. Sfântul Iosif a refuzat, în ciuda faptului că salariul propus era destul de mare, iar el avea nevoie de bani. Sfântul Iosif i-a răspuns Patriarhului, spunând: „Sunt chemat să slujesc la parohia aceasta și Cel Care m-a chemat îmi dă tot ce-mi trebuie”.
Sfântul Iosif era credincios, evlavios, răbdător, drept, blând, așezat, darnic, amabil, discret în cele ce îl priveau și smerit față de cei care îl lăudau. Era un om înțelept care știa să folosească un limbaj elevat atunci când vorbea cu oameni învățați și un limbaj mai simplu, cu oameni mai puțin învățați. Contemporanii săi neortodocși îl vedeau ca pe cel mai de seamă învățător creștin al acelor vremuri.
Ca om al Bisericii era considerat un mare teolog, un stâlp al Ortodoxiei, un model al evlaviei și al virtuții. Așadar, era un om al lui Dumnezeu.
4. Biblioteca și scrierile Sfântului Iosif:
Nu știm nimic despre biblioteca Sfântului Iosif, deoarece aceasta a fost distrusă în masacrul din anul 1860. Nepotul lui, Iosif Ibrahim Al-Haddad, a afirmat că în total ar fi avut, în anul 1840, peste 2000 de volume.
5. Sfântul Iosif și greco-catolicii:
Una dintre cele mai complicate dileme din timpul vieții Sfântului Iosif Damaschin a fost cum să intre în legătură cu greco-catolicii. Au fost făcute multe încercări de a-i aduce pe schismatici înapoi în Biserica mamă. Unii s-au folosit de constrângeri și presiuni politice și administrative, iar alții au căutat o cale amiabilă de înțelegere. Sfântul Iosif a făcut parte din cea de-a două grupare. El a refuzat violența și nu a fost de acord să se folosească de Imperiul Otoman pentru a-i lovi pe greco-catolici, lucru care ar fi adâncit schisma. 
Nu știm rezultatele pe care le-a avut Sfântul Iosif, mergând pe calea pașnică. Însă ceea ce s-a întâmplat în anul 1857 și mai târziu, constituie cea mai mare dovadă că viziunea lui a fost inspirată. În anul acela, Patriarhul greco-catolic Clement a încercat să impună calendarul occidental în biserica lui. Mulți au refuzat și au vrut să se întoarcă la Biserica Ortodoxă. O parte dintre ei s-au întâlnit cu Sfântul Iosif care i-a susținut timp de trei ani, făcând ca numărul celor convertiți la Ortodoxie să crească. Mulți au afirmat că, dacă Sfântul Iosif n-ar fi murit în anul 1860, ar fi reușit să-i aducă pe toți greco-catolicii din Damasc înapoi în Biserica Ortodoxă.
6. Sfântul Iosif și protestanții:
Sfântul Iosif a avut multe confruntări cu protestanții, cele mai cunoscute fiind cele de la Hasbaeea și Rașaeea, în Liban și de la Damasc.
La Hasbaeea, misionari protestanți din America au avut succes prin școala lor. Au strâns în jur de 150 de membri. La un moment dat au intrat în conflict cu ortodocșii din Hasbaeea, motiv pentru care Patriarhul Metodie l-a delegat pe Sfântul Iosif să rezolve acest conflict. Sfântul Iosif a stat acolo câteva luni, reușind să readucă în sânul Bisericii o mare parte din turma pierdută, punând astfel capăt misiunii protestanților din zona respectivă. 
La Damasc, Sfântul Iosif s-a străduit prin cuvintele sale și prin cateheză să întărească conștiința credincioșilor ca să fie atenți la ereziile răspândite în acea perioadă.
7. Sfântul Iosif  -  Omul Renașterii:
Sfântul Iosif a fost un reformator în Biserica Antiohiei din secolul al XIX-lea. Biserica Antiohiei era într-o situație gravă la acel moment. Suferea din cauza slăbiciunii, a pierderilor, a schismei greco-catolicilor și a misionarilor protestanți. Oamenii trăiau în sărăcie și neștiință. Era o izolare tot mai mare între clerici și credincioși. Începând cu anul 1724 patriarhii Antiohiei erau de origine greacă, aceștia fiind indiferenți la suferința poporului. De asemenea, clericii nu se îngrijeau de pastorația credincioșilor.
Râvna, evlavia, sărăcia, slujirea, setea de cunoaștere, predica, traducerile, articolele, școala și lucrările scrise ale Sfântului Iosif au creat o atmosferă a renașterii. O nouă generație s-a născut, iar mai mult de 50 dintre cei mai remarcabili oameni ai Bisericii Antiohiei au fost ucenici ai Sfântului Iosif, printre aceștia numărându-se și Patriarhul Meletie Al-Dumanii (+1906), primul patriarh de origine siriană de după anul 1724.
Privind la cele enunțate până aici despre Sfântul Iosif, ne putem da seama de ce Mitropolitul Gavriil Șatila al Beirutului spune că: “Stelele Damascului sunt trei: Sfântul Apostol Pavel, Sfântul Ioan Damaschin și Iosif Damaschin (Iosif Muhanna Al-Haddad)”.

8. Mucenicia lui:
Într-o zi de luni, 9 iulie 1860, violentul masacru pornit împotriva creștinilor, început în munții Libanului, s-a extins până la Damasc. Unii locuitori ai Damascului (printre care și Michael Hawaweeny, împreună cu tânăra sa soție, Mariam, care purta în pântece un fiu, nimeni altul decât viitorul Sfânt Rafael din Brooklyn) au părăsit orașul îndreptându-se către portul Beirut. Totuși, majoritatea dintre ei s-au refugiat în Catedrala al-Mariamiyeh. Deja cu ceva timp înainte, mulți își părăsiseră satele din munți și veniseră la Damasc, în timp ce alții veniseră la Catedrală din Cartierul creștin al Damascului precum și din satele dimprejurul orașului.
Sfântul Iosif a luat Sfântul Chivot unde păstra Sfânta Împărtășanie, și-a părăsit casa și, sărind de pe un acoperiș pe altul de-a lungul străzilor înguste ale orașului vechi, se îndrepta spre Catedrală. Pe drum, se oprea ca să-i spovedească și să-i împărtășească pe cei bătrâni și infirmi care nu-și puteau părăsi casele, îmbărbătându-i cu istorisiri din viețile Sfinților Mucenici. Marți dimineață, pe 10 iulie, Catedrala a fost asediată, jefuită și arsă de o mulțime fanatică. Cei care se aflau înăuntrul bisericii au fost mistuiți de flăcări, iar cei care au scăpat și au fugit pe străzile orașului au fost fie împușcați, fie prinși și obligați să intre din nou în biserica cuprinsă de flăcări, în timp ce doar câțiva, printre care și Sfântul Iosif, au supraviețuit.
Cutreierând străduțele înguste ale orașului în căutare de supraviețuitori care aveau nevoie să fie spovediți și împărtășiți, Sfântul Iosif a fost înconjurat de dușmanii lui Hristos. Văzându-și sfârșitul aproape, Sfântul Iosif a luat Sfântul Chivot și a consumat Sfântul Trup și Sânge al lui Hristos. Recunoscându-l drept „conducătorul creștinilor”, persecutorii, cu sălbăticie, l-au atacat cu topoare. Apoi, legându-i picioarele cu frânghii, i-au târât trupul mutilat pe străzi pentru a fi batjocorit și scuipat de mulțimea batjocoritoare a privitorilor. Moaștele Sfântului Iosif au fost apoi aruncate în groapa de gunoi a orașului, alături de ceilalți Noi Mucenici (în total, 2500 de bărbați, dimpreună cu femei și copii).
Sfântul Iosif și cei dimpreună cu dânsul au fost canonizați de către Sfântul Sinod al Patriarhiei Antiohiei și al Întregului Orient în ziua de 8 octombrie din anul mântuirii 1993. S-a hotărât ca dată de prăznuire ziua de 10 iulie, zi în care Sfântul Iosif a trecut la viața veșnică. Pentru ale lor sfinte rugăciuni, Doamne Iisuse Hristoase, Dumnezeul nostru, mântuiește-ne pe noi. Amin.

9. Troparul- glas 5:
„Veniți credincioșilor să cinstim pe mucenicul lui Hristos, preotul din Antiohia, care împreună cu obștea sa a sfințit pământul Damascului, biserica și poporul, prin sângele lui și prin cuvântul Domnului. Căci din copilărie s-a luminat cu lumina Evangheliei; a lucrat, a învățat și a apărat Biserica lui Hristos și oile Sale. Iosife Damaschine, fii nouă pildă, apărător și fierbinte rugător înaintea Mântuitorului Hristos”.